# Ramphomicron
Ramphomicron là một chi chim trong họ Chim ruồi.